# Bruno Gonzato
Bruno Gonzato (Schio, província de Vicenza, 20 de març de 1944) va ser un ciclista italià. Es dedicà al ciclisme en pista, aconseguint el Campionat del món en Tàndem de 1967.

## Palmarès
- 1967
  -  Campió del món amateur en tàndem (amb Dino Verzini)